# Dmitri Sytchev
Dmitri Ievguenievitch Sytchev (en russe : Дмитрий Евгеньевич Сычёв) est un footballeur international russe né le 26 octobre 1983. Il a été adulé par la presse internationale comme étant « le Michael Owen russe » ou encore « le jeune attaquant russe le plus sensationnel depuis Vladimir Beschastnykh ». Il joue en position de milieu offensif ou d'attaquant.

## Biographie
Sytchev naît à Omsk, une ville du centre-sud de la Russie, près de la frontière kazakhe, d'un père russe et d'une mère d'origine kirghize. Il est formé dans la fameuse académie de football pétersbourgeoise de Smena avant de rejoindre le Spartak Tambov, club de deuxième division.
Après avoir été essayé par le FC Nantes puis par le FC Metz, il est recruté par le Spartak Moscou en janvier 2002, club où il marque 8 buts lors de ses 12 premiers matches.
Sytchev est alors sélectionné dans l'équipe nationale pour disputer la Coupe du monde 2002, où il devient le plus jeune joueur de tous les temps à porter le maillot soviétique ou russe, à seulement 18 ans et 222 jours. Lors de cette compétition, il marque une fois (face à la Belgique) et fait trois passes décisives dans une campagne malgré tout décevante pour l'équipe russe. 

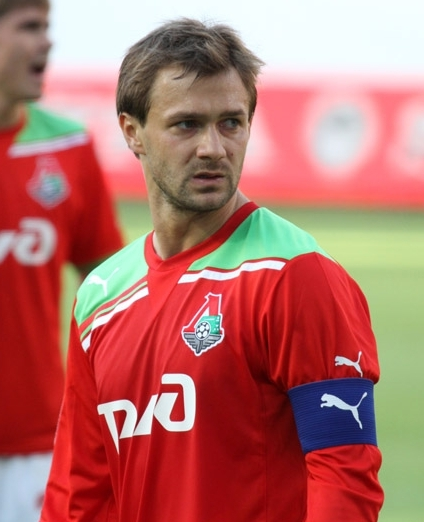
Sytchev en tant que capitaine du Lokomotiv Moscou en 2011.

En août 2002, Sytchev annonce qu'il quitte le Spartak, en donnant un préavis de trois mois à son président. Ayant déjà signé un contrat de 5 ans avec le club russe, il est suspendu de terrain pendant quatre mois par la Ligue de football professionnel russe (PFL). Après avoir purgé cette suspension, Dmitri signe un contrat de 5 ans avec l'Olympique de Marseille, rejetant une offre du Dynamo Kiev. Il est principalement utilisé comme un remplaçant lors de son parcours en France mais marque néanmoins 7 fois en 44 apparitions.
En janvier 2004, Sytchev retourne en Russie pour rejoindre le Lokomotiv Moscou avec un contrat de 4 ans, où il marque deux fois dès le premier match de la saison.
Il annonce officiellement sa retraite sportive au mois de décembre 2019.

## Statistiques
| Saison                | Club                        | Championnat           | Championnat | Championnat | Coupe(s) nationale(s) | Coupe(s) nationale(s) | Compétition(s) continentale(s) | Compétition(s) continentale(s) | Compétition(s) continentale(s) | Total | Total |
| Saison                | Club                        | Division              | M.          | B.          | M.                    | B.                    | Comp.                          | M.                             | B.                             | M.    | B.    |
| 2000                  | Spartak Tambov              | D3                    | 16          | 3           | -                     | -                     | -                              | -                              | -                              | 16    | 3     |
| 2001                  | Spartak Tambov              | D3                    | 26          | 6           | 1                     | 1                     | -                              | -                              | -                              | 27    | 7     |
| Sous-total            | Sous-total                  | Sous-total            | 42          | 9           | 1                     | 1                     | -                              | -                              | -                              | 43    | 10    |
| 2002                  | Spartak Moscou              | D1                    | 18          | 9           | 1                     | 1                     | -                              | -                              | -                              | 19    | 10    |
| Sous-total            | Sous-total                  | Sous-total            | 18          | 9           | 1                     | 1                     | -                              | -                              | -                              | 19    | 10    |
| 2002-2003             | Olympique de Marseille      | D1                    | 18          | 3           | 3                     | 1                     | -                              | -                              | -                              | 21    | 4     |
| 2003-2004             | Olympique de Marseille      | D1                    | 16          | 2           | 2                     | 0                     | C1                             | 6                              | 1                              | 24    | 3     |
| Sous-total            | Sous-total                  | Sous-total            | 34          | 5           | 5                     | 1                     | -                              | 6                              | 1                              | 45    | 7     |
| 2004                  | Lokomotiv Moscou            | D1                    | 27          | 15          | 5                     | 2                     | -                              | -                              | -                              | 32    | 17    |
| 2005                  | Lokomotiv Moscou            | D1                    | 21          | 6           | 2                     | 0                     | C1                             | 2                              | 2                              | 25    | 8     |
| 2006                  | Lokomotiv Moscou            | D1                    | 24          | 7           | 2                     | 1                     | C3                             | 2                              | 0                              | 28    | 8     |
| 2007                  | Lokomotiv Moscou            | D1                    | 29          | 11          | 5                     | 4                     | C3                             | 5                              | 1                              | 39    | 16    |
| 2008                  | Lokomotiv Moscou            | D1                    | 26          | 7           | 2                     | 0                     | -                              | -                              | -                              | 28    | 7     |
| 2009                  | Lokomotiv Moscou            | D1                    | 27          | 13          | 1                     | 0                     | -                              | -                              | -                              | 28    | 13    |
| 2010                  | Lokomotiv Moscou            | D1                    | 27          | 8           | 1                     | 0                     | C3                             | 2                              | 1                              | 30    | 9     |
| 2011-2012             | Lokomotiv Moscou            | D1                    | 40          | 6           | 3                     | 0                     | C3                             | 10                             | 6                              | 53    | 12    |
| 2012-2013             | Lokomotiv Moscou            | D1                    | 3           | 0           | 1                     | 2                     | -                              | -                              | -                              | 4     | 2     |
| Sous-total            | Sous-total                  | Sous-total            | 224         | 73          | 22                    | 9                     | -                              | 21                             | 10                             | 267   | 92    |
| 2013                  | Dinamo Minsk (prêt)         | D1                    | 11          | 0           | 2                     | 1                     | C3                             | 2                              | 2                              | 15    | 3     |
| 2013-2014             | Volga Nijni Novgorod (prêt) | D1                    | 16          | 0           | -                     | -                     | -                              | -                              | -                              | 16    | 0     |
| 2015                  | Okjetpes Kökşetaw (prêt)    | D1                    | 19          | 3           | 1                     | 0                     | -                              | -                              | -                              | 20    | 3     |
| 2017-2018             | Kazanka Moscou              | D3                    | 20          | 1           | -                     | -                     | -                              | -                              | -                              | 20    | 1     |
| Sous-total            | Sous-total                  | Sous-total            | 66          | 4           | 3                     | 1                     | -                              | 2                              | 2                              | 71    | 7     |
| Total sur la carrière | Total sur la carrière       | Total sur la carrière | 318         | 100         | 32                    | 13                    | -                              | 29                             | 13                             | 379   | 126   |

## Palmarès
- Avec le Lokomotiv Moscou
  - Premier Liga :
    - Vainqueur en 2004

  - Coupe de Russie :
    - Vainqueur en 2007

  - Supercoupe de Russie :
    - Vainqueur en 2005